# Adeopapposaurus
Adeopapposaurus é um gênero de dinossauro saurópode do período Jurássico Inferior da Argentina. Há uma única espécie descrita para o gênero Adeopapposaurus mognai.